# Strukturalizmus
A strukturalizmus eredetileg a pszichológiában jelent meg a 19. században (Wilhelm Wundt), majd az általános nyelvészet fő irányzata volt, amely az 1930-as – 1940-es évek során, a formalizmusból bontakozott ki. A strukturalizmus a nyelvet elemeire bontja és az ezen elemek közötti viszonyokkal foglalkozik. Az 1950-es években áttevődött a kultúra egyéb területeire is, gondolkodásmóddá vált. Jelentős eredményekre vezetett például az irodalomtudományban. Nagy hatással volt az irodalomelméletre és a művészettörténetre is. A művészettörténeti strukturalizmus Wiener Schule (Bécsi iskola) nevű művészettörténeti körből indult el. Középpontjában az egyes műalkotások elemzése áll. Ebben nagy eredményeket is ért el, de a műveket összekötő empirikus jelenségekre nem tudott magyarázatot adni.

## Jelentős képviselői
- Claude Lévi-Strauss ("strukturális antropológia")
- Michel Foucault